# 秋田中央交通

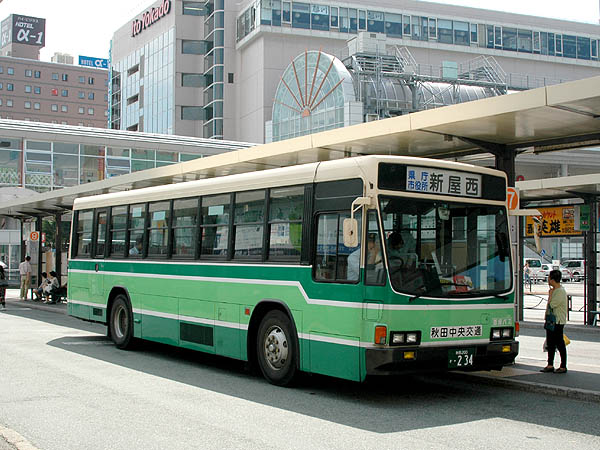
秋田中央交通の車両
秋田駅にて

秋田中央交通株式会社（あきたちゅうおうこうつう、英: AKITA CHUO KOTSU Co.,ltd.）は、秋田県秋田市に本社を置くバス会社。秋田市をはじめ秋田県中央部を営業地域とする。1921年（大正10年）創業。軌道線として秋田中央交通線を運行していたが、軌道線廃止によりバス専業事業者となった。
元々は秋田市北部から南秋田郡にかけての地域を主な営業地域としていたが、秋田市南部、河辺、雄和地域に加えて、2000年代以降、秋田市交通局の路線移管を受け、秋田市内のほぼ全域に路線網を拡げた。

## 概要
本社は秋田市川元山下町に所在。最寄の停留所は「中央交通本社前」。一般路線車は緑色の車体塗色を特徴とする。
1921年（大正10年）に五城目軌道株式会社として設立され、1922年から1969年までは南秋田郡五城目町の東五城目駅から八郎潟町の国鉄五城目駅（現在のJR八郎潟駅）までの軌道線として秋田中央交通線を運行していた。五城目駅は同線の開業4年後の1926年に一日市駅に、東五城目駅はその翌年に五城目駅（2代目）へ改称している。

## 沿革
- 1921年（大正10年）1月15日 - 五城目軌道株式会社として設立。
- 1922年（大正11年）4月21日 - 五城目（現八郎潟） - 東五城目（のちの五城目）間軌道線開業。
- 1943年（昭和18年）6月26日 - 戦時統合により秋田市・南秋田郡のバス事業者を吸収合併し秋田中央交通株式会社に社名変更。
- 1953年（昭和28年）9月20日 - 本社を五城目町から秋田市へ移転。
- 1969年（昭和44年）7月10日 - 秋田中央交通線廃止により軌道事業から撤退、バス転換。
- 1988年（昭和63年）2月17日 - 秋田－新宿間の夜行バス運行開始（小田急との共同運行）[3]。
- 1990年（平成2年）4月19日 - 秋田－仙台間の高速バス運行開始（宮城交通、JRバス東北との共同運行）[4]。
- 2000年（平成12年）
  - 4月1日 - 秋田市交通局より土崎地区の一部路線を移管。
  - 5月1日 - 秋田駅東口発着、秋田道経由の空港リムジンバス運行開始[5]。
- 2001年（平成13年）
  - 4月1日 - 秋田市交通局より土崎・牛島地区など16路線40系統と秋田市交通局東営業所を移管。秋田東営業所開設。
  - 7月13日 - 日東道の延伸開通に伴い、秋田駅東口発着の空港リムジンバスが路線変更[6]。
- 2002年（平成14年）4月1日 - 秋田市交通局より新屋地区8路線29系統と秋田市交通局新屋案内所を移管。新屋案内所開設。
- 2003年（平成15年） - 天王町（現・潟上市）より天王町営バス「天王マイタウンバス」（現在の「潟上市マイタウンバス」）の運行を受託（五城目営業所担当）。
- 2005年（平成17年）
  - 4月1日 - 秋田市交通局より土崎地区3路線8系統を移管。秋田市交通局中央営業所構内に臨海営業所開設（同時に、新屋案内所を秋田営業所配下から臨海営業所配下へ移管）。男鹿・五城目営業所を子会社の秋田中央トランスポートへ管理委託。
  - 10月1日 - 新屋地区の一部路線が「秋田市マイタウン・バス」西部線として秋田市が主体の事業となったことに伴い、秋田中央トランスポートへ移管。
- 2006年（平成18年）4月1日 - 秋田市交通局より3路線4系統を移管。これをもって秋田市交通局からの路線移管が完了。
- 2009年（平成21年）
  - 2月10日 - 臨海営業所配下の新屋案内所を秋田市西部市民サービスセンター（通称・ウェスター）内に移転し、ウェスターに当社と秋田中央トランスポートのバスターミナルを併設。
  - 10月1日
    - 岩見三内線（日赤病院系統含む）、雄和線（日赤病院系統含む）、雄和北循環・南循環（ユーグル）、仁井田四ツ小屋線、県立大学線、目長田団地線、仁井田日赤線、城東経由大学病院線、明田・城東経由日赤病院線、五城目線（坂本経由系統）を廃止。
    - ウェスター内のターミナル名を「新屋案内所」から「西部サービスセンター」に改称。
- 2010年（平成22年）4月1日 - 日赤病院前以東を含む上北手地区の一部路線および系統の一部区間が「秋田市マイタウン・バス」東部線として秋田市が主体の事業となったことに伴い、秋田中央トランスポートへ移管。
- 2011年（平成23年）
  - 3月31日 - 秋田東営業所を廃止[7]。翌4月1日より秋田営業所が業務継承。
  - 10月1日 - 秋田市内を運行する一般路線に系統番号を付番（高速バス・空港リムジンバスを除く。表示はLED式行先表示器の車体のみで、旧来の方向幕式車両には表示しない）。
- 2017年（平成29年）4月20日 - 高速バス予約センターと秋田駅東口案内所にて、路線バス定期券と高速バス乗車券購入に、クレジット決済と電子マネー決済を導入。
- 2020年（令和2年）10月1日 - 男鹿営業所を廃止。併設される秋田中央トランスポート男鹿営業所として引き続き使用。
- 2022年（令和4年）
  - 3月25日 - 回数乗車券と一日乗車券「乗り放題乗車券」(紙式)の販売を終了。
  - 3月26日 - ICカード乗車券「AkiCA」サービス開始[8]。
  - 10月1日 - 「秋田市高齢者コインバス事業」でのバス利用について「コインバス資格証明書」から「シニアアキカ」に変更し、利用を開始した。「コインバス資格証明書」の利用は翌年3月31日までに終了となった[9]。
- 2023年（令和5年）
  - 3月31日 - 「秋田市高齢者コインバス事業」の「コインバス資格証明書」での乗車を終了。
  - 4月1日 - 「秋田市高齢者コインバス事業」での乗車は「シニアアキカ」でのみに変更[10]。
  - 5月13日 - IC定期券の利用開始に伴い紙定期券の販売を終了[11][12]。
- 2024年（令和6年）
  - 4月26日 - 秋田市と秋田中央交通にて、人口減少下での持続可能な公共交通サービスを実現するための連携協定を締結[13]。
  - 7月1日 - 利用したいバスの到着予想時刻が分かるウェブ検索サービス「バス来るTIME」を開始[14]。

## 高速バス

### 座席予約制

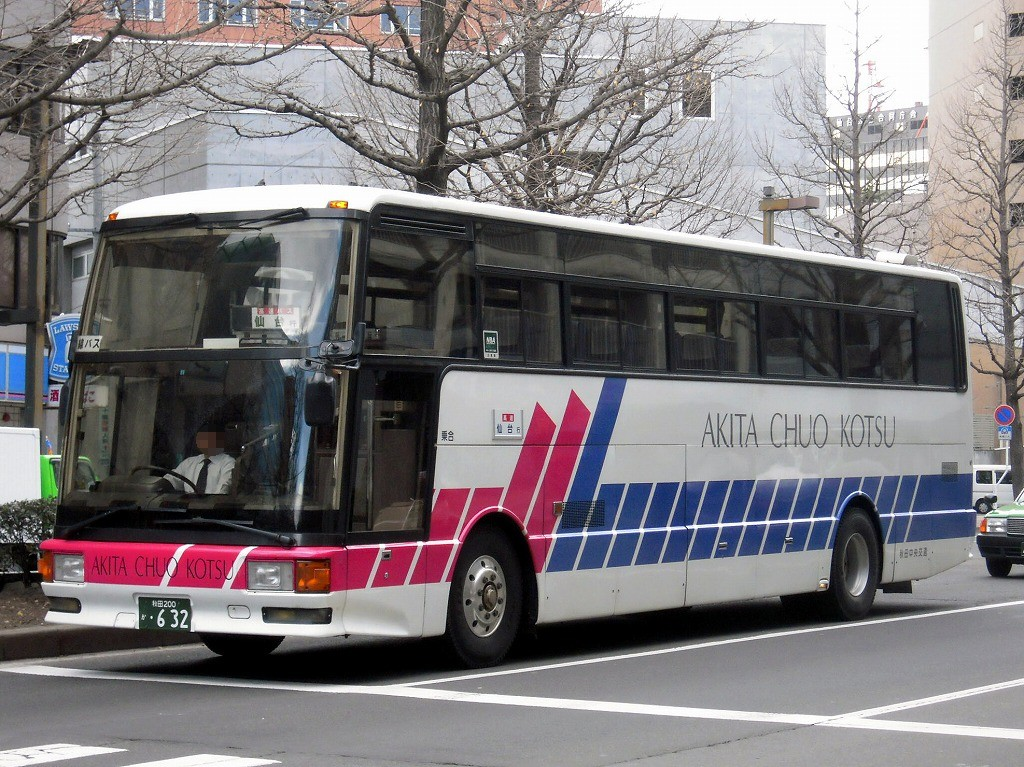
仙秋号（仙台市内にて）

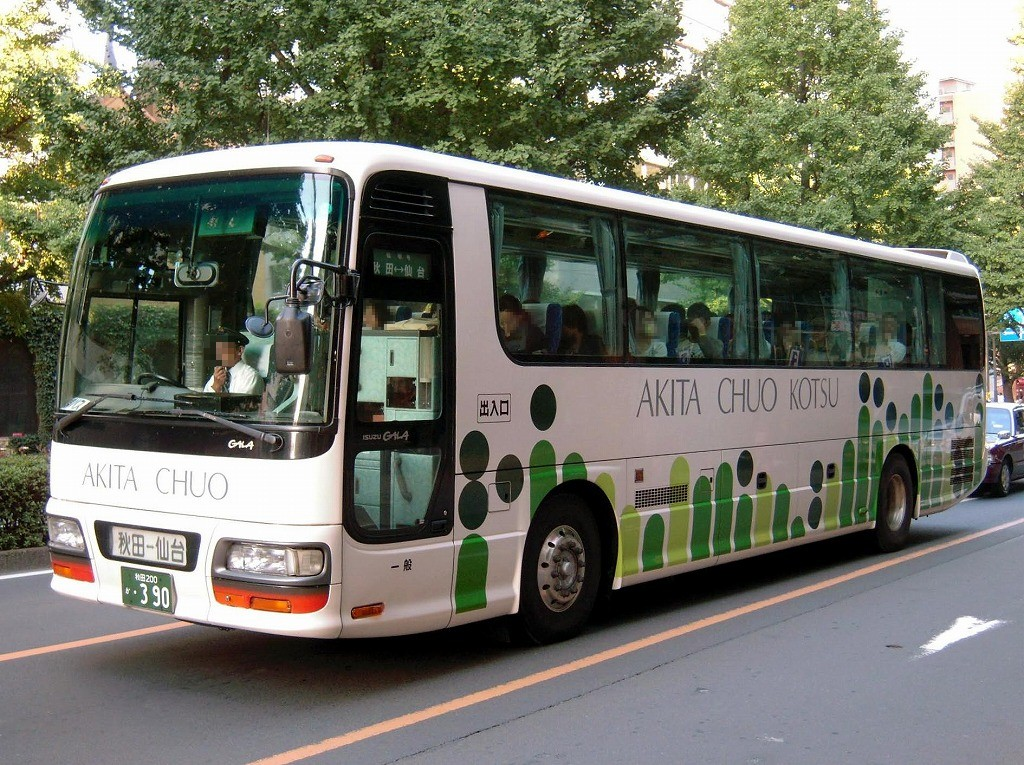
仙秋号（仙台市内にて）

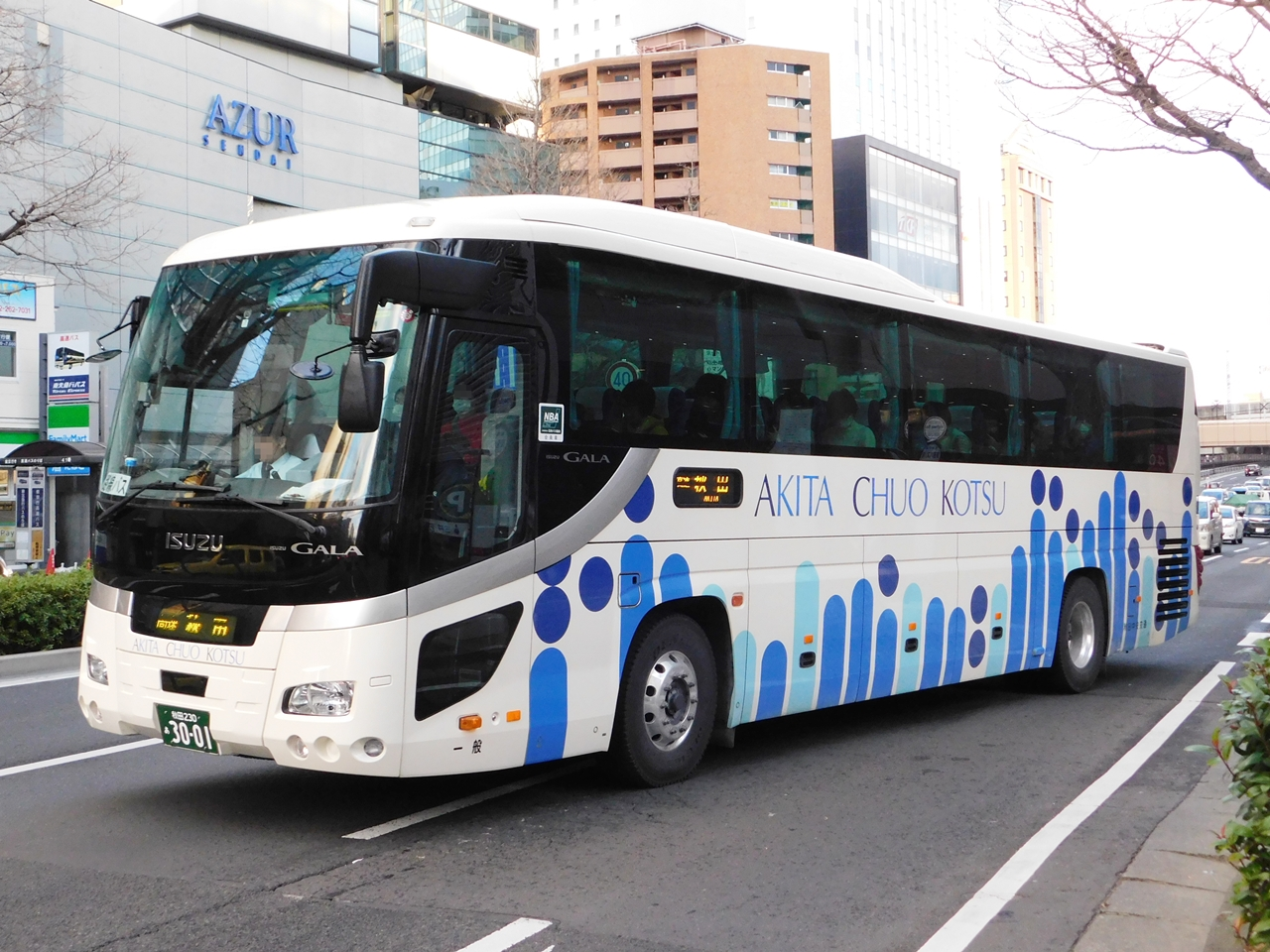
仙秋号（運行30周年記念塗装）

- 秋田 - 仙台線：仙秋号（宮城交通・JRバス東北と共同運行）
- 秋田 - 新宿線：フローラ号（小田急ハイウェイバスと共同運行）

### 座席定員制
- 秋田 - 能代線（秋北バスと共同運行）
- 秋田 - 湯沢線（羽後交通と共同運行）

## 路線バス

### 現行路線
管轄営業所は、秋田市内の路線については秋田市交通局からの移管前から秋田中央交通が運行していた路線は、原則として秋田営業所の管轄。交通局から移管された路線のうち、旧交通局線系統や新屋・割山方面は臨海営業所、横森経由や牛島方面・マイクロバス路線は秋田東営業所（2011年3月31日に廃止されたため、2011年4月1日より秋田営業所）の管轄。空港リムジンは秋田営業所の管轄。なお、五城目線や追分線については、のちに、秋田市側の担当営業所が秋田営業所から臨海営業所に変更されている。

### 移管路線・廃止転換路線
秋田中央交通（特に秋田市内）の不採算路線については、廃止や移管により秋田市等が事業主体となり、子会社の秋田中央トランスポート等での委託運行への移行が進められている。

#### 秋田市マイタウン・バス移管路線
- ※北部線 - キングタクシーが運行。
  - 堀内線 - 2008年3月31日廃止移管。
    - 秋田駅 - 新国道 - 土崎 - 県立博物館前・水心苑 - 岩瀬
    - 金足西小学校前経由堀内線
    - 港中央一丁目発堀内線（下りのみ）

  - 上新城線 - 2008年3月31日廃止移管。
    - 秋田駅 - 新国道 - 土崎 - 組合病院 - 保多野 - 小又
    - 秋田駅 - 新国道 - 土崎 - 組合病院 - 愛染

  - 下新城線 - 2008年3月31日廃止移管。
    - 秋田駅 - 新国道 - 土崎 - 内畑

  - 小友線 - 2008年3月31日廃止移管。
    - 秋田駅 - 新国道 - 土崎 - 小友

  - 神田土崎線（笹岡経由） - 2011年3月31日廃止移管[16]。
- 下北手線
  - 下北手線 - 系統310・311。あさひ自動車（当初は、秋田中央トランスポート）が運行。
- ※東部線
  - 木曽石線 - 2010年3月31日廃止移管[17]。あさひ自動車（当初は、秋田中央トランスポート）が運行。
  - 中北手線 - 2010年3月31日廃止移管[17]。秋田中央トランスポートが運行。
  - 上北手線 - 2010年3月31日廃止移管[17]。秋田中央トランスポートが運行。
- ※南部線 - 高尾ハイヤーが運行
  - 仁井田四ツ小屋線 - 2009年9月30日廃止移管[18]。四ツ小屋地区が移管。
  - わだ線 - 2018年9月30日廃止移管[19]。系統500・501。
  - 雄和線 - 系統580。
- ※西部 - 秋田中央トランスポート
  - 豊岩線
    - 湯野目経由豊岩線
    - 新屋高校経由豊岩線

  - 浜田線
  - 下浜線
    - 浜田経由下浜線

  - 2005年10月に、下浜・浜田・豊岩線が秋田中央トランスポートに移管された。
  - 秋田市委託のマイタウン・バス西部線「豊浜ふれあい号」として運行。秋田中央トランスポート大川反営業所（後に秋田営業所に移行）が受託して運行しているため、新屋案内所では原則対応しない。以前は、中央交通の販売窓口で定期券販売の受託を受けていたが、2010年12月以降は、大川反営業所ないしは新屋案内所でのみ対応している。

#### 潟上市マイタウンバス移管路線
移管後秋田中央トランスポートが運行。
- 塩口線 - 1984年5月1日廃止移管。
- 豊川線
- 野村大清水線
- 船川線 - 2010年3月31日廃止移管[17]。
  - 移管後潟上市マイタウンバス天王グリーンランド線となる。
  - 廃止後追分線の終点を追分農園前から天王グリーンランドまで延長。男鹿市域を船越線が運行開始[17]。

#### 男鹿市移管路線
- 男鹿中線 - 2010年3月31日廃止移管[17]。浮田産業交通が運行。
- 五里合線 - 2010年3月31日廃止移管[17]。浮田産業交通が運行。
- 潟西線 - 2010年3月31日廃止移管[17]。秋田観光バスが運行。
  - 移管後2011年3月31日まで潟西北部線として運行[16]。
  - 廃止後潟西南部線を運行開始。
- 安全寺線 - 2011年3月31日廃止移管[16]。浮田産業交通が運行。
- 男鹿北線 - 浮田産業交通が運行。
- 男鹿北線入道崎線 - 2011年3月31日廃止移管[16]。船川タクシーが運行。
- 男鹿北線加茂線 - 2011年3月31日廃止移管[16]。浮田産業交通が運行。
- 男鹿南線 - 2016年9月30日廃止移管[20]。秋田中央トランスポートが運行。
- 船越線 - 秋田中央トランスポートが運行。

#### 五城目町移管路線
五城目町デマンド型乗合タクシーが運行。
- 馬場目線 - 2008年9月30日廃止移管[21]。
- 高樋線 - 2010年3月31日廃止移管[17]。

### 廃止路線
- 大潟線 - 2008年9月30日廃止[21]。
- 大潟西線 - 2008年9月30日廃止[21]。
- 岩見三内線 - 2009年10月1日廃止[18]。日赤病院系統含む。
- 雄和線 - 2009年10月1日廃止[18]。日赤病院系統含む（ただし、楢山愛宕下経由の系統は存続）。
- 県立大学線（秋田営業所管轄） - 2009年10月1日廃止[18]。
  - 廃止後追分線の派生系統として追分三叉路経由県立大学発着便が運行開始。
- 目長田団地線 - 2009年10月1日廃止[18]。
- 仁井田日赤線 - 2009年10月1日廃止[18]。
- 城東経由大学病院線 - 2009年10月1日廃止[18]。
- 明田・城東経由日赤病院線 - 2009年10月1日廃止[18]。
- 臨海経由土崎線 - 2010年3月31日廃止[17]。
- 新屋日赤病院線 - 2010年3月31日廃止[17]。
- 茨島経由御野場団地線 - 2010年3月31日廃止[17]。
- 横山経由御所野線 - 2011年6月30日廃止[22]。
  - 廃止後経路延長したわだ線が運行開始。
- 中央線経由秋田東営業所線 - 2011年3月31日廃止[16]。
- 城東消防署経由秋田東営業所線 - 2011年3月31日廃止[16]。
- ノースアジア大学線（秋田営業所管轄）
  - 系統321：手形経由ノースアジア大学線
  - 秋田駅西口発止明田経由ノースアジア大学線
  - 系統430：秋田駅東口発止明田経由ノースアジア大学線 - 2016年9月30日廃止[20]。
  - 系統431：秋田駅西口発止築地経由ノースアジア大学線 - 2016年9月30日廃止[20]。
    - 廃止後桜台線が運行開始。

  - 系統205：神田ノースアジア大学線
    - ※2016年4月よりノースアジア大学行きから秋田駅東口行きに変更
- 堂ノ沢線 - 2016年9月30日廃止[20]。系統125。
- 駅東団地線 - 2018年9月30日廃止移管[19]。系統440。
- 土崎商業高校線（臨海営業所管轄） - 2022年9月30日廃止。
  - 系統116：飯島北 → 港入口 → 秋田運輸支局入口 → 県庁市役所前 → 商業高校前
- 四ツ小屋御所野線
- 神田土崎線（臨海営業所管轄）

## コミュニティバス

### 現行路線
秋田市中心市街地循環バス「ぐるる」

### 廃止路線
雄和循環バス「ユーグル」
旧・雄和町内を循環する路線として、秋田中央交通と秋田市（旧・雄和町）が共同運行する「ユーグル」（雄和市民センター発着）2系統があったが、2009年9月30日をもって廃止された。2009年10月1日からは「秋田市マイタウンバス南部線」として高尾ハイヤーが運行する（一部は「北部線」同様のデマンド型交通システムを採用し予約制である）。
「ユーグル」は、秋田中央交通自社導入の車両と旧雄和町から譲り受けた車両の2種類のバスを雄和車庫に配置して運行していた。管轄営業所は雄和車庫だが、基幹バスのみ秋田営業所と共管。基幹バス路線のみ秋田営業所が担当し、雄和町から譲り受けた車両は充当されない。
運賃は、基幹バスを除き100円均一制。基幹バスは、雄和市民センター - 本田停留所は100円均一制、本田停留所 - 秋田駅は通常の路線バスと同様の距離制。両区間を通して乗車する場合は、本田停留所 - 秋田駅の乗車区間の運賃に100円を加算。
運行区間は下記を基本に、区間便が多く設定されていた。曜日により運行便が異なっていた。
- 長者山ライン（旧雄和町北部を運行）
  - 市民センター - 川添小学校 - 安養寺または本田 - 川添小学校 - 市民センター
- 種平経由「ダリアライン」（旧雄和町南部を時計回りに運行）
  - 市民センター - 戸米川小学校 - 新波 - ふるさと温泉 - 左手子 - 種平 - 市民センター
- 戸米川経由「高尾ライン」（旧雄和町南部を反時計回りに運行）
  - 「ダリアライン」の逆まわり
- 基幹バス（雄和地域と秋田市中心部とを結ぶ）
  - 秋田駅西口 - 牛島 - 仁井田 - 四ツ小屋駅 - 本田 - 川添小学校 - 市民センター
  - 秋田駅東口 - 日赤病院前 - 新都市交通広場（御所野イオン） - 本田 - 川添小学校 - 市民センター

なお、雄和市民センター前には空港リムジンバスも停車する。ただし構内には入らず県道上で乗降する。

## 特急・急行バス
いずれも廃止されている。
- かもしか号（五城目線特急）
  - 五城目営業所が担当。2009年9月をもって廃止。2007年時点で片道1本のみ運行だった。
  - 通常の五城目線が所要時間73分で運行しているところを約55分で走破していた。五城目町内および近辺と秋田市中心部ではこまめに停車し、途中の停車停留所は大幅に絞り込んでいる。
  - 往復の便があった（1日2往復）当時は、路線塗装の貸切車に料金箱と方向幕が付いていたものを運用していたが、後に通常の路線車で運行。

- 男鹿温泉線（急行）
  - 男鹿営業所が担当。2008年9月をもって廃止。
  - 2007年時点で、朝に男鹿半島の入道崎を発ち秋田駅西口へ向かい、午後に秋田駅西口を発ち入道崎へ向かう、1日1往復の運行であった（土・日・祝日は運休）。入道崎 - 羽立間は男鹿北線と、羽立 - 秋田駅西口間は船川線等と経路が重複しているが、停車停留所は限られていた。
  - 以前は貸切格下げ車で運行されていたが、最終的には通常の路線車で運行していた。

## 契約輸送
- イオンモール秋田シャトルバス（秋田駅東口 - イオンモール秋田前）
  - 日曜・祝日・お客さま感謝デー（毎月20日・30日）に運行され、大型路線車が充当される。秋田駅東口、イオンモール秋田前ともロータリーに乗り入れる。
  - 表示は前面下部に専用の前幕を掲出。路線車充当時のLED表示は「秋田中央交通」2020年前後から「イオン無料シャトルバス」や「シャトルバス」も登場した。側面は上部に「秋田中央交通」または「シャトルバス」、下部に「貸切」と掲出されている。

## 観光バス
- 男鹿半島定期観光バス
  - つばき号（9月 - 10月）（秋田駅東口→鵜の崎→大桟橋→男鹿水族館→入道崎→男鹿温泉（泊）→真山神社・伝承館・なまはげ館→寒風山展望台→秋田駅東口）
  - なぎさGAO号（7月下旬 - 10月）（秋田駅東口→鵜の崎→大桟橋→男鹿水族館→入道崎→真山神社・伝承館・なまはげ館→寒風山展望台→セリオン→秋田駅東口）
  - 2014年度以降、両路線とも運休状態が続いている。

## 各種乗車券

### 交通系ICカード「AkiCA(アキカ)」
2022年3月26日からサービス開始で、空港リムジンバスを含む秋田中央交通の全路線と秋田市マイタウン・バスの全路線で利用できる。
東日本旅客鉄道などが開発した地域連携ICカードで、交通系ICカード全国相互利用サービスにより、SuicaやSuicaと相互利用可能なICカードでの乗車も可能になる。
Suica同様、記名式と無記名式があり、記名式では小児運賃や障害者運賃にも対応する。また、一般路線や中心市街地循環バス「ぐるる」の1日乗り放題乗車券の機能も備える。なお、AkiCAのサービスに伴い、回数券が廃止されるため、代替措置として運賃の3%がポイント還元される。IC定期券やシニアアキカ（秋田市高齢者コインバス事業）にも対応している。

### 定期券
らくらくパス、日新小スクールバス、国際教養大学線を除き、AkiCA定期券のみの発売となっている。
- 通勤定期券（1・3・6ヶ月片道定期券、半月・1・3・6ヶ月往復定期券）
- 通学定期券（1・3・6ヶ月片道定期券、半月・1・3・6ヶ月往復定期券）
- 通学小児定期券（1・3・6ヶ月片道定期券、半月・1・3・6ヶ月往復定期券）

### 高齢者運転免許証返納専用定期乗車券（らくらくパス）
65歳以上の運転免許の自主返納者が対象。リムジンバス線、羽後交通線、定期観光バスを除く全線で利用可能。1ヶ月、3ヶ月、6ヶ月がある。

### IC1日乗り放題乗車券（旧・1日乗車券「乗り放題乗車券」）
大人1,000円、子供500円。1日に一般路線バス（空港リムジンバス、国際教養大学線、中心市街地循環バス（ぐるる）を除く）全線が何度でも乗車可能。交通系ICカードでの購入のみだが、福祉割引は1日乗り放題乗車券（紙式）を窓口での購入となる。
- 秋田市交通局が発行していた「一日乗り放題乗車券」を、路線移譲の過程で秋田中央交通が継承したものである。一般路線で秋田市内（2005年1月10日以前からの市域に限る）での乗降に限り、1日に何度でも乗車可能。
- 2004年（平成16年）3月 - 秋田市交通局が運営していた市営バスと移譲された一部区間で使える乗車券として販売[26]。大人820円、子供410円。
- 2006年（平成18年）4月 - 秋田市交通局廃止に伴い範囲が一部地域を除く秋田市内路線になる。
- 2009年（平成21年）7月 - 大人900円、小児450円に価格改定。
- 2014年（平成26年）3月13日 - 大人930円、子供470円に価格改定[27]。
- 2016年（平成28年）10月15日 - 実証実験として2017年3月31日まで系統100（五城目線）の路線のみ、市外を含む全区間で利用可能範囲を拡大[28]。
- 2017年（平成29年）4月1日 - 大人1,000円、子供500円に価格改定。利用可能エリアを下記の路線に拡張する[29]。（2017年3月以前に購入した「一日乗り放題乗車券」も、有効期限内までであればエリア拡張後も利用可能。）
  - 旧河辺町・旧雄和町を含む秋田市内全域の自社路線（国際教養大学線と中心市街地循環バス（ぐるる）を除く）
  - 五城目線（実証実験外だった大清水から五城目バスターミナル間も含む）
  - 八郎潟線（八郎潟駅から五城目バスターミナル間の路線）
  - 追分線（潟上市に所在する、天王グリーンランドまでの全区間）。
- 2022年（令和4年）3月25日 - 交通系ICカード「AkiCA」のサービス開始に伴い、紙式での販売が終了。ICカード乗車券に移行された（ただし、福祉AkiCAの利用者については、従来どおり紙券での発行となるため、窓口対応となる）。

### 中心市街地循環バス（ぐるる）専用「1日乗り放題乗車券」
大人300円。AkiCA導入後は、通常の「1日乗り放題乗車券」同様、パス乗車中にAkiCAに載せる形となるが、排他利用となるため、どちらかしか利用できない（相互利用カードを含め、複数のIC乗車カードを所有している場合は、それぞれに別の乗り放題券を載せることで利用は可能）。

### 販売終了した乗車券

#### 回数乗車券（販売終了）
回数乗車券は以下の券種が販売されていた。3000円回数券と金種別回数券を除き、1冊1000円である。空港リムジンバスでも利用可能。
交通系ICカード「AkiCA」のサービス開始に伴い、2022年3月25日で販売が停止された(利用自体は無期限)。
- 普通回数券（ピンク）
  - 1000円（1100円相当）
  - 3000円（3300円相当）
- 通学回数券（青緑、1300円相当）
- 子供用回数券（紫、1300円相当）
- 買物回数券（橙、1400円相当）- 平日10:00 - 16:00（降車）で利用可、土休日は終日利用可。
- 金種別回数券（ピンク）
- 乗継回数券 - 秋田市交通局が当初発行していたものを引継ぎ。2009年3月31日販売終了[30]。

#### ふれあい乗車券（廃止）
かつては70歳以上の秋田市民を対象に、1,000円相当分を600円（交通局廃止前は500円）で購入できる高齢者専用回数券「ふれあい乗車券」を販売していた。ただし1か月に7冊までの購入制限があった（交通局廃止前は1か月2冊まで）。購入には秋田市が発行する証明書の提示が必要であった。ただし、羽後交通担当便や共同運行している高速バス路線は対象外となっていた。
2011年10月よりワンコインバス事業を開始し、秋田市発行のワンコインバス利用証明書を乗務員に提示することで、区間に関係なく現金100円で乗車が可能となったため、同年9月をもって「ふれあい乗車券」の販売を終了した。
その後、年齢が引き下げられ、2023年3月31日までは、65歳以上で秋田市に住民票を有する者であれば、無条件でワンコインバス利用証明書の発行が可能となっていた。2022年10月より、シニアアキカに移行され新規発行が停止された。

## 営業所
- 秋田営業所
  - 所在地：秋田市川尻町字大川反170-127
  - 最寄停留所：大川反車庫前
  - AkiCA発行対応
- 臨海営業所
  - 所在地：秋田市寺内字蛭根85-9
  - 最寄停留所：臨海営業所前（←交通局前）
  - 沿革：秋田市交通局 本庁・中央営業所→交通局本庁・中央営業所と中央交通臨海営業所の併設（2005年4月 - 2006年3月）→秋田中央交通 臨海営業所
  - AkiCA発行対応
- 新屋案内所
  - 所在地：秋田市新屋扇町13-34
  - 最寄停留所：西部サービスセンター（←新屋案内所←南営業所前）
  - 沿革：秋田市交通局 南営業所→秋田市交通局 新屋案内所
  - AkiCA発行対応
    - 従来からの所在地への秋田市西部市民サービスセンター建設に伴い、旧営業所の建物取り毀し等、スペース縮小等の理由により、現在は車両配置なし（折り返し待機のみ）。
    - 現在は臨海営業所配下だが、交通局から案内所を移管された当時は秋田営業所配下であった。
    - 2009年2月10日より、仮案内所より秋田市西部市民サービスセンター内へ案内所とバスターミナルを移設。秋田市西部市民サービスセンター自体は、同年5月7日に開設（秋田市新屋支所と秋田市西部公民館の統合による）された。バスターミナル名は、2009年10月1日に、「西部サービスセンター」に改称されたが、新屋案内所の窓口はそのまま存続している。
- 五城目営業所（秋田中央トランスポート管理委託）
  - 所在地：南秋田郡五城目町字鵜ノ木34
  - 最寄停留所：五城目バスターミナル（←五城目駅）
  - AkiCA発行対応
  - 場所はほぼ、旧秋田中央交通鉄道線の五城目駅跡地である。
- 秋田中央トランスポート秋田営業所
  - 所在地：秋田市飯島字穀丁大谷地1-6
  - AkiCA発行非対応
    - 西部サービスセンター発着の便等を管轄する営業所であるため、トランスポート社の入出庫系統路線はない。
- 長崎屋案内所・高速バス予約センター
  - 所在地：秋田市旭北錦町4-58
  - 最寄停留所：長崎屋バスターミナル
  - AkiCA発行対応
    - 高速バス乗車券販売所だが、長崎屋案内所として、一般路線の定期券・回数券の販売も行う。秋田中央交通旧本社・車庫の跡地に立地。ドン・キホーテ秋田店1F北側に所在。
- 秋田駅前バス案内所
  - 最寄停留所：秋田駅前（秋田駅西口）
  - AkiCA発行対応（記名式の発行及び紛失対応等は不可）
- 秋田駅東口バス案内所
  - 最寄停留所：秋田駅東口
  - AkiCA発行対応

### 廃止箇所
- 雄和案内所（秋田営業所 雄和車庫）
  - 所在地：秋田市雄和妙法字上大部48-1
  - 最寄停留所：雄和市民センター前[31]（←雄和町役場前）
    - 2009年9月30日限りで廃止。
- 秋田東営業所
  - 所在地：秋田市広面字鍋沼31-2
  - 最寄停留所：秋田東営業所前
  - 沿革：秋田市交通局 東営業所→秋田中央交通 秋田東営業所
    - 2011年3月31日限りで廃止。
- 男鹿営業所
  - 所在地：男鹿市船川港船川字海岸通り1号8-5
  - 最寄停留所：みなと病院前
    - 2020年9月30日限りで廃止。

## 乗り入れバスターミナルおよび主な停留所
「サービスセンター」は市の行政施設の名称であり、いわゆる「バスセンター」を指す呼称ではない。
- 秋田駅前バスターミナル
- 秋田駅東口バスターミナル
- 長崎屋バスターミナル - 一部は「旭北錦町」停留所（乗り入れなし）に停車するバスもある。
- イオンモール秋田 - 旧「新都市交通広場」停留所。
- 西部サービスセンター - 西部SC、新屋案内所が併設。
- 雄和サービスセンター - 雄和車庫→雄和市民センター→雄和SC。
- 北部サービスセンター - 北部SC、 起終点系統はなく路線の経路の途中で当地を通過するにすぎないため、バスターミナルではないが、サービスセンター構内で乗降可能。
- 南部サービスセンター - 南部SC、ターミナルではなく至近距離にある停留所。なお、南部SC別館の最寄停留所については、「なんぴあ別館前」となっている。
- 東部サービスセンター - 東部SC、ターミナルおよび同名称の停留所は無し。「谷内佐渡中丁」停留所が近隣となる。
- 飯島北（秋田市交通局北営業所跡地） - 2012年5月1日より回転地の利用を廃止し、マクドナルド7号線秋田飯島店に売却。停留所は飯島松園停留所（天王方面行き）を統合。車両の回転は別の近隣の空地を借用し使用。
- 大学病院前 - 秋田市マイタウン・バスとの結節などを理由に、同病院構内にターミナルが設定されている。
- 日赤病院前 - 秋田市マイタウン・バスとの結節などを理由に、同病院構内にターミナルが設定されている。
- 秋田厚生医療センター前 - 秋田市マイタウン・バスとの結節などを理由に、同病院構内にターミナルが設定されている。
- 五城目バスターミナル - 旧「五城目駅」停留所。
- 男鹿みなと市民病院前
- 岩見三内 - 秋田市マイタウン・バスとの結節などを理由に、秋田中央交通岩見三内案内所構内にターミナルが設定されている。

## 車両
5営業所に乗合277両、貸切25両（2009年4月現在）が配置されており、自社発注車のほか日本各地からの移籍車が在籍する。メーカーは日本国内4社が揃っているが、大型路線車は日野・いすゞ製の割合が高くなっている。
一般路線車のカラーリングは緑を基調としており、1993年にマイナーチェンジした現行塗色となっている。貸切車や高速車の一部は白地に青・ピンクの斜めストライプが入ったものを1991年より採用している。また秋田東営業所には、秋田県出身の矢口高雄作の漫画『釣りキチ三平』のキャラクターをあしらった「三平バス」も在籍する（秋田東営業所廃止後は、秋田営業所に転属。2018年時点では一般塗装に変更し、シートデザインに三平デザインが残されている）。
- 2023年3月中旬から、交通ICカードの「AkiCA(アキカ)」導入1周年と「シニアアキカ」完全移行を記念して1990年頃まで使用されていたボディーカラーを復刻させたバスを秋田営業所に配備した。夏ごろまでに5台の旧カラーのバスを秋田営業所・臨港営業所・五城目営業所に導入することを予定している[32]。

バリアフリー車については、2000年からワンステップバスの導入が開始され、前述の三平バス（16台）や、秋田市交通局からの路線移管などもあり、大量に導入された。三平バスを含む初期の車両は、ワンステップながら車椅子向けの装備が無いため、車椅子マークは貼り付けされていない。ノンステップバスは他社より大幅に導入が遅れていたが、2010年2月に一般路線用の中型車が2台導入されたのを皮切りに、中古車両を中心に順次導入が進められている。

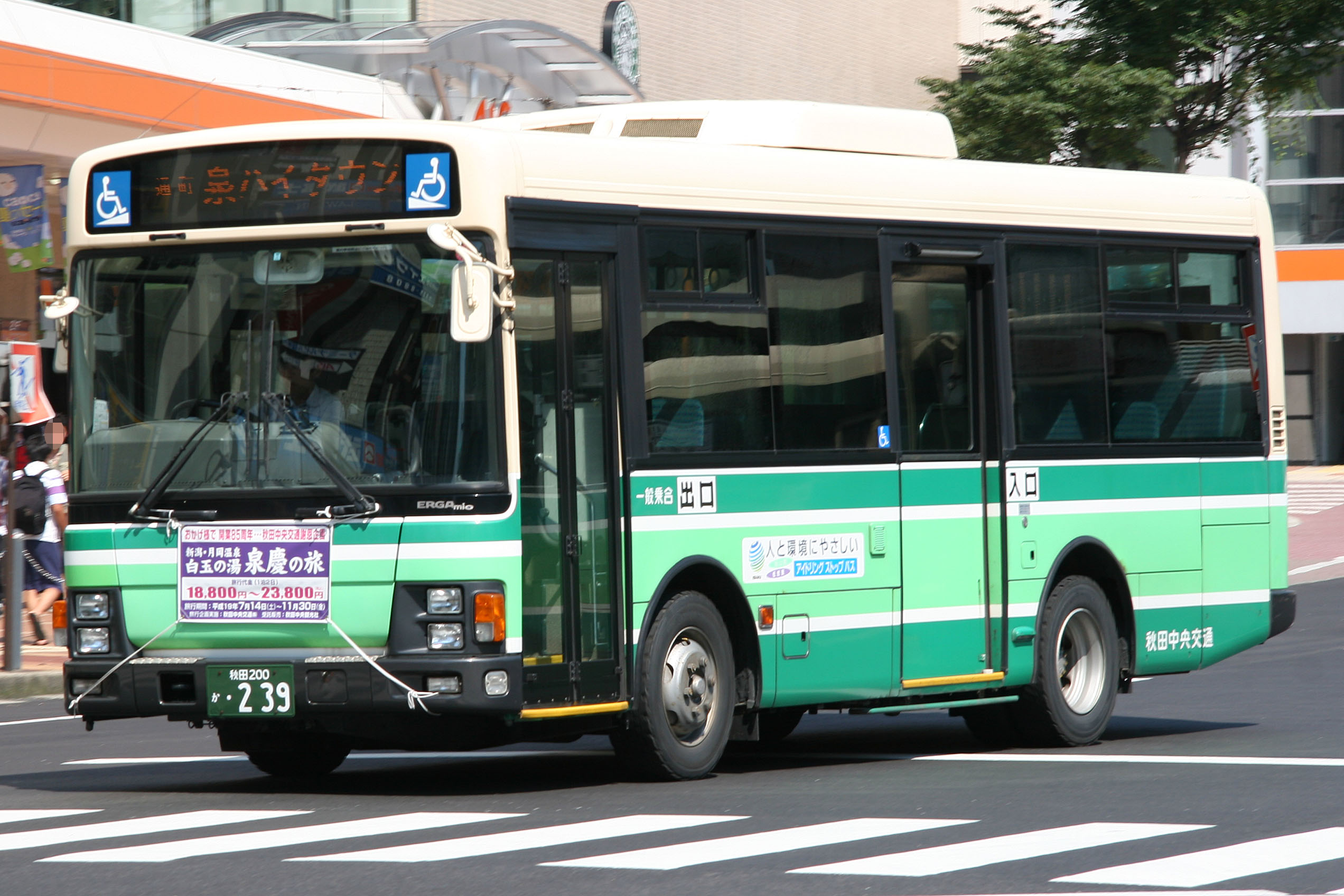
ワンステップ中型車 （いすゞ・エルガミオ）
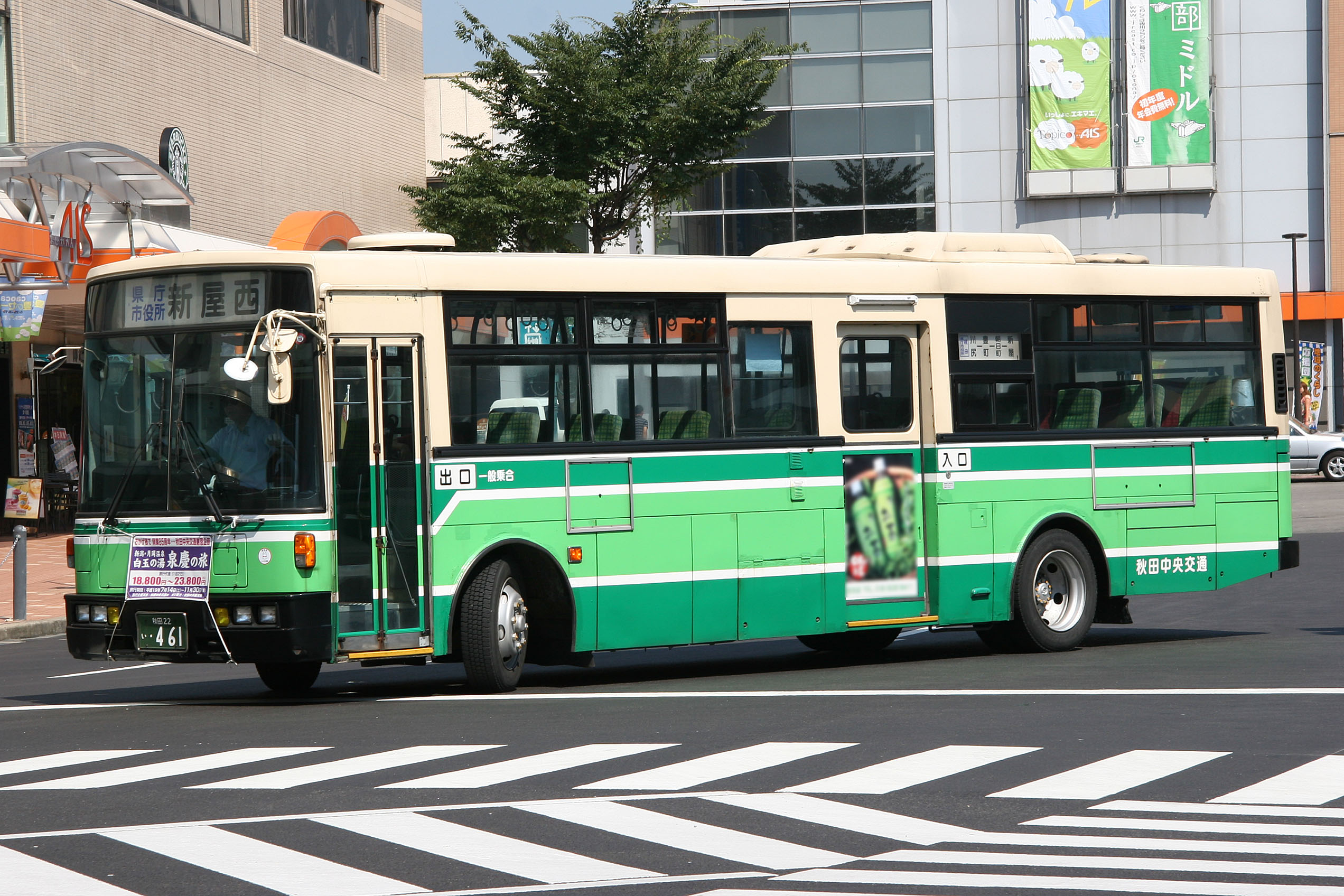
秋田市交通局から移籍のワンステップ中型長尺車 （日産ディーゼル・JP）
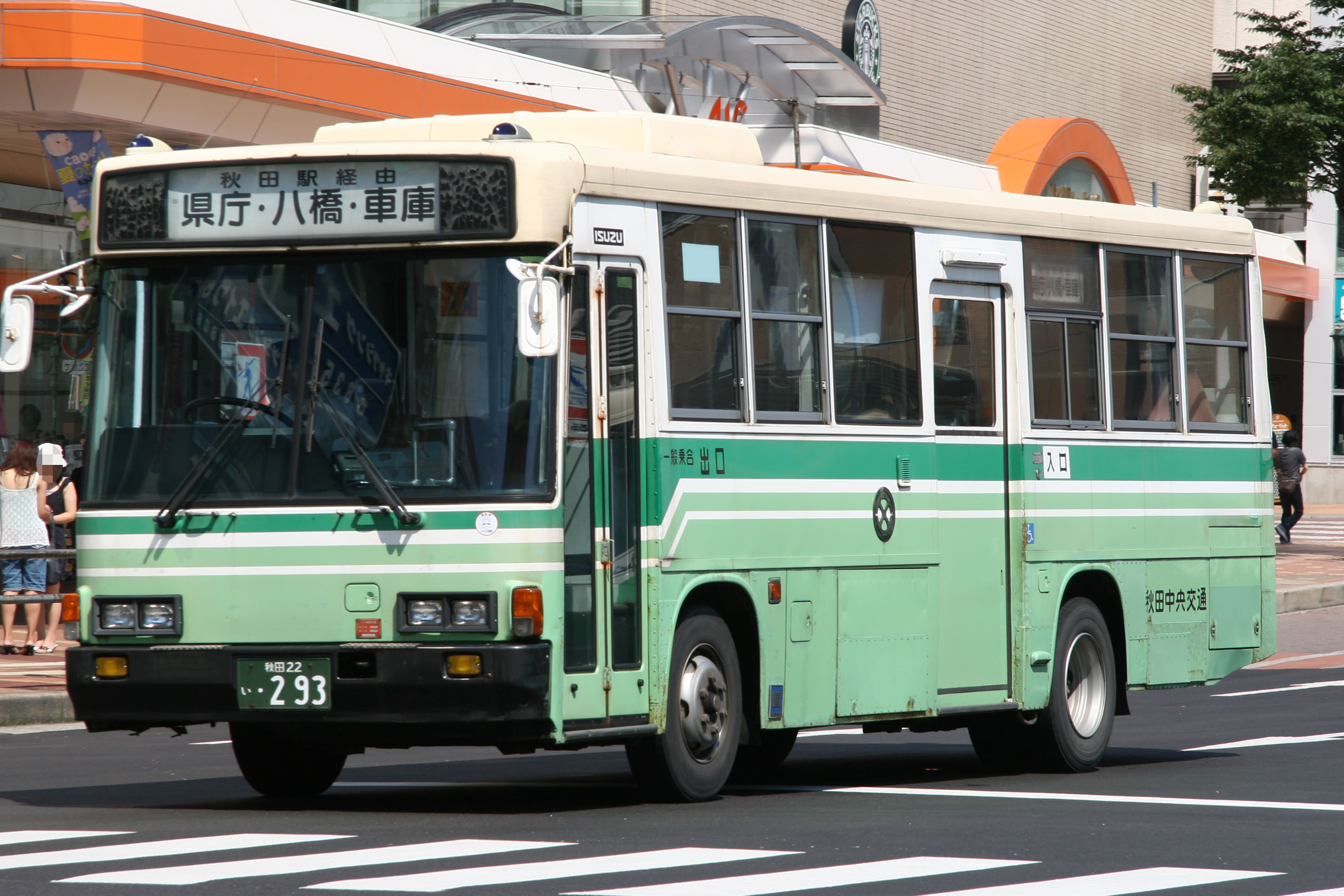
1990年から1993年にかけて採用された塗色 （いすゞ・ジャーニーK）
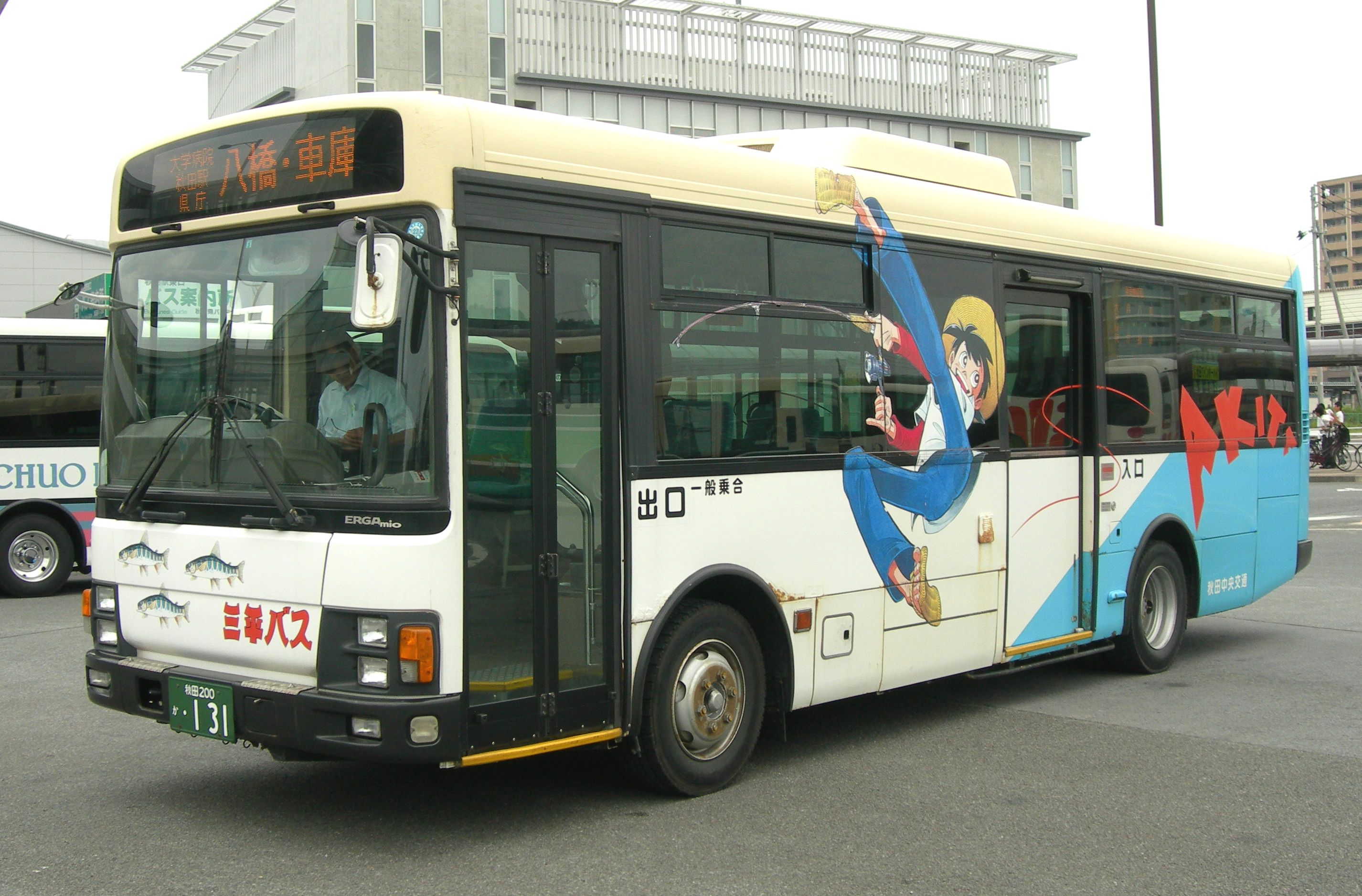
「三平バス」 （いすゞ・エルガミオ）
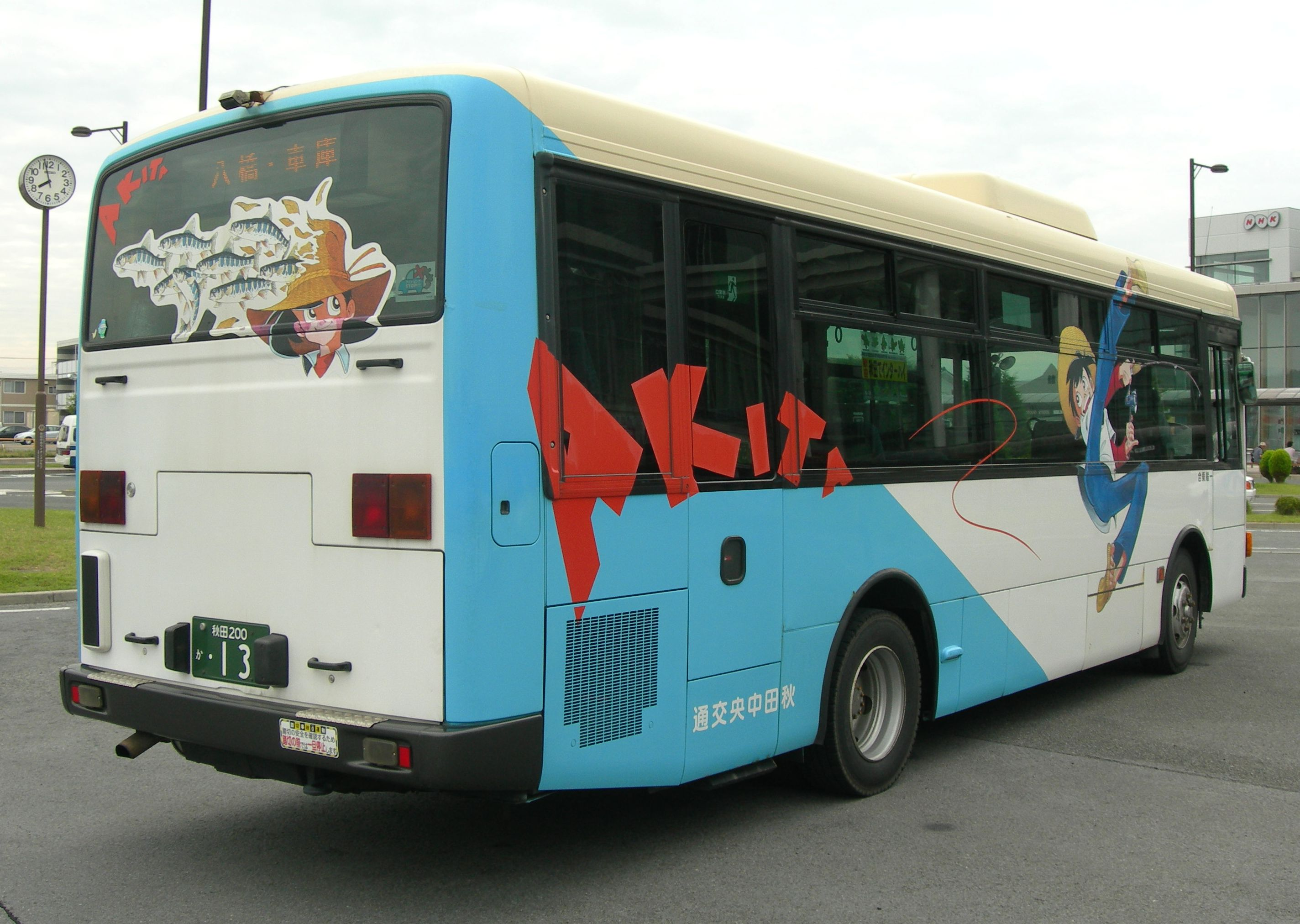
「三平バス」後部 （いすゞ・エルガミオ）

### 移籍車の供給元
- 秋田市交通局 （事業譲渡による）
- 都営バス、小田急バス、神奈川中央交通、京浜急行バス、臨港バス
- 近鉄バス、南海バス、淡路交通、和歌山バス那賀

## 関連会社
- 秋田中央トランスポート（秋田中央タクシー、中型小型の貸し切りバス、秋田市西部・東部・下北手、男鹿市（同社を含む3事業者で運行）、潟上市、南秋広域（五城目町・八郎潟町・大潟村）の自治体委託路線バスを担当）
  - 本社は、旧秋田中央タクシー株式会社の本社位置となっている。
  - 「秋田中央タクシー」はもとは関連会社ながら独立した企業であったが、再編でいったん秋田中央交通本体に吸収合併されたものの、再々編で新設された「秋田中央トランスポート」に事業譲渡されて現在に至る。
- 船川タクシー
  - トランスポート社の男鹿営業所と同一地に所在。男鹿市マイタウンバスにも参入している。

### 過去の関連会社
- 秋田中央観光社 - 1959年3月2日設立。旅行代理店および生命保険代理店・寒風山回転展望台などを運営する関連子会社[33]で、本社は秋田中央交通本社内にあった。2011年4月ころに秋田中央交通に吸収合併された[34]。
- 秋田中央タクシー - タクシー及び中小型の貸切バスを運営する企業であったが、秋田中央交通本体に吸収合併。その後、同部門を分社化したため、現在は秋田中央トランスポートが当該事業を運営している。